# Скачет красная конница
Скачет красная конница — картина Казимира Малевича. Хранится в Русском музее. Написана в 1928—1932 годах, точная дата неизвестна, на многие свои поздние картины Малевич ставил более раннюю дату.

## История
Картина долгое время была единственной из абстрактных работ художника, признаваемая официальной историей советского искусства, чему способствовало её название и изображение событий Октябрьской революции. Малевич поставил на обратной стороне дату 18 года, хотя на самом деле она была написана позже.
Французский историк и писатель Филипп Виделье поместил «Конницу» в контекст других советских авангардных работ, воспевающих Красную армию: литография Эля Лисицкого «Клином красным бей белых» (примерно 1919—1920), росписи обёрток для карамели Владимира Маяковского с пропагандистскими стихами: «Шел Юденич на красный Питер, Да о штыки бока повытер» (1924), оранжевая афиша (1925) Александра Родченко для Сергея Эйзенштейна, где изображён «Броненосец Потемкин» с тяжёлыми орудиями, наведёнными на старый мир, узоры декоративной сатиновой ткани «Механизация РККА» (1933) Лии Райцер. В последней работе армия уже вместо живой конницы использует различные машины и механизмы.
Режиссёр-мультипликатор Юрий Норштейн вспоминал, что в работе над эпизодом сражения в мультфильме «Сеча при Керженце» образцом для оформления пространства послужило изобразительное искусство 1920-х годов, в частности, картина «Скачет красная конница».

## Описание
Картина разделена на три части: небо, земля и люди (красная конница). Отношение ширины земли и неба в пропорции 1,618 (золотое сечение). Конница из трех групп по четыре ряда всадников. Земля нарисована из 12 цветов.